# Lac Gabriel (rivière Opawica)
Pour les articles homonymes, voir Gabriel.
Le lac Gabriel est un plan d'eau douce en milieu forestier dans la partie Sud-Est du territoire de Eeyou Istchee Baie-James (municipalité), en Jamésie, dans la région administrative du Nord-du-Québec, dans la province de Québec, au Canada.
Ce plan d’eau s’étend dans les cantons de Rohault, de Robert et de Crisafy. La foresterie constitue la principale activité économique du secteur. Les activités récréotouristiques arrivent en second.
Le bassin versant du lac Gabriel est accessible grâce à la route forestière R1032 (sens Nord-Sud) qui passe du côté Ouest du lac. La surface du lac Gabriel est habituellement gelée du début novembre à la mi-mai, toutefois la circulation sécuritaire sur la glace se fait généralement de la mi-novembre à la mi-avril.

## Géographie
Le lac Gabriel est situé tout près de la limite des régions administratives du Saguenay-Lac-Saint-Jean et Eeyou Istchee Baie-James (municipalité).
Le lac Gabriel comporte une longueur de 17,6 km, une largeur maximale de 5,1 km et une altitude de 392 m. Ce lac compte plusieurs baies, presqu’îles et îles. Le lac Gabriel comporte notamment une presqu’île rattachée à la rive Sud s’étirant sur 3,6 km vers le Nord vsoit vers le centre du lac ; le fond de cette baie reçoit les eaux du « Lac à l’Eau Rouge », situé au Sud. Une autre presqu’île rattachée à la rive Est s’avance vers le centre du lac, séparant le lac en deux, soit en face de l’ouverture de la baie s’étirant vers le Nord-Ouest jusqu’à l’embouchure du lac.
Le lac Gabriel s’approvisionne du côté :
- Est par la décharge du « lac de la Chopine » et la décharge du lac Robert (rivière Opawica) lequel reçoit les eaux du Lac Feuquières et de la rivière Ventadour ;
- Sud par la rivière de la Queue de Castor ;
- Ouest par la rivière Cawcot et la décharge du «lac à l’Eau Rouge».

L’embouchure de ce lac Gabriel est localisé au fond d’une baie au Nord-Ouest à :
- 1,9 km à l’Ouest du lac Rohault ;
- 17,0 km au Sud-Est de l’embouchure du lac Caopatina ;
- 64,0 km au Sud du centre-ville de Chibougamau ;
- 55,6 km au Sud-Est du centre du village de Chapais (Québec) ;
- 171,4 km à l’Ouest du lac Saint-Jean ;
- 57,0 km au Nord du réservoir Gouin ;
- 81,5 km au Nord de la réserve indienne Obedjiwan[1].

Les principaux bassins versants voisins du lac Gabriel sont :
- côté Nord : rivière Opawica, lac Rohault, rivière Nemenjiche, lac Nemenjiche, lac La Dauversière ;
- côté Est : lac Robert (rivière Opawica), rivière Normandin, rivière de la Coquille, lac Nicabau, lac Rohault ;
- côté Sud : rivière Cawcot, rivière Ventadour, rivière Titipiti ;
- côté Ouest : rivière Cawcot, rivière Opawica, lac Surprise (rivière Roy).

## Toponymie
Le terme « Gabriel » constitue un prénom d’origine française.
Le toponyme "lac Gabriel" a été officialisé le 5 décembre 1968 par la Commission de toponymie du Québec, soit lors de sa création.